# Liste der geschützten Landschaftsbestandteile in Mecklenburg-Vorpommern
Die Liste der geschützten Landschaftsbestandteile in Mecklenburg-Vorpommern nennt die Listen der in den Landkreisen und kreisfreien Städten von Mecklenburg-Vorpommern gelegenen geschützten Landschaftsbestandteile.

## Listen
| Landkreis/Kreisfreie Stadt            | Liste                                                                                  |
| ------------------------------------- | -------------------------------------------------------------------------------------- |
| Landkreis Ludwigslust-Parchim         | Liste der geschützten Landschaftsbestandteile im Landkreis Ludwigslust-Parchim         |
| Landkreis Mecklenburgische Seenplatte | Liste der geschützten Landschaftsbestandteile im Landkreis Mecklenburgische Seenplatte |
| Landkreis Nordwestmecklenburg         | keine                                                                                  |
| Landkreis Rostock                     | Liste der geschützten Landschaftsbestandteile im Landkreis Rostock                     |
| Rostock                               | Liste der geschützten Landschaftsbestandteile in Rostock                               |
| Schwerin                              | keine                                                                                  |
| Landkreis Vorpommern-Greifswald       | Liste der geschützten Landschaftsbestandteile im Landkreis Vorpommern-Greifswald       |
| Landkreis Vorpommern-Rügen            | Liste der geschützten Landschaftsbestandteile im Landkreis Vorpommern-Rügen            |

## Schutz von Alleen

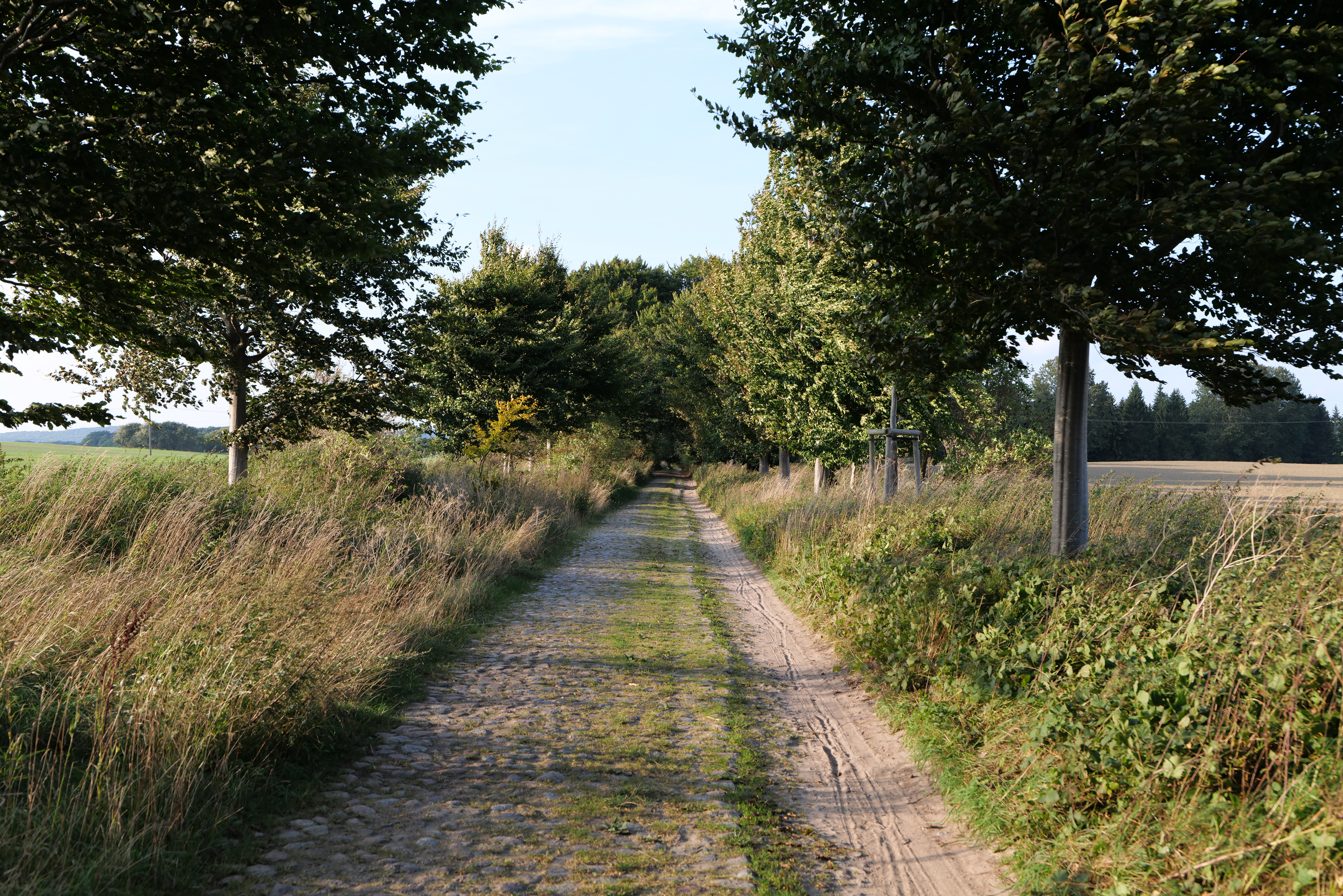
Mustitzer Allee auf Rügen

Neben den per Verordnung geschützten Landschaftsbestandteilen sind alle Alleen und einseitigen Baumreihen in Mecklenburg-Vorpommern seit 2002 über das Landesnaturschutzgesetz als geschützte Landschaftsbestandteile geschützt.